# 道の駅津山
道の駅津山（みちのえき つやま）は、宮城県登米市津山町横山にある国道45号の道の駅である。愛称はもくもくランド。
津山町の特産が津山杉であることから、建物は津山杉で作られ、愛称も「木」を意味する「もく」から取られている。

## 施設
- 駐車場
  - 普通車：65台
  - 大型車：7台
  - 身障者用：2台
- トイレ
  - 男：大 5器（3器）、小 11器（8器）
  - 女：11器（8器）
  - 身障者用：2器（1器）

※（）内は、24時間利用可能 電気自動車用充電設備（20kw/1台）
- 公衆電話：1台
- ショップ
  - クラフトショップ「もくもくハウス」
  - 農産物直売所「ときめき野菜」
  - 物産館
- レストラン
  - お食事処「木里口」（10:00 - 18:00）
- クラフト体験館
- 郷土文化保存伝習館
- 木製遊具
- 農村公園

## 休館日
- 12月30日 - 1月1日

## アクセス
- 国道45号
- 津山もくもくランド前バス停には以下のバスが停車する。
  - 路線バス：登米市民バス（ミヤコーバス委託）津山線（佐沼 - 黒沼 - 登米 - 津山 - 竹の沢）

## 2019年台風19号豪雨
2019年10月の台風19号（令和元年東日本台風）では、登米市内各所で水害が発生。
道の駅そばを流れる南沢川が氾濫して、敷地全体が冠水の被害を受ける。レストランの建物が使用不能となり、改修中である。

## 周辺
- 横山不動尊
- 横山のウグイ生息地
- 木造不動明王坐像
- 柳津虚空蔵尊
- 翁倉山イヌワシ生息地
- 登米市立津山中学校
- 津山郵便局